# Karbidi
Karbidi su jedinjenja ugljenika s metalima i polumetalima koji imaju manju elektronegativnost, tako da ugljenik u karbidima ima uvek negativan oksidacioni broj. Od mnogih karbida tehnički su najvažniji kalcijum karbid (CaC2) i silicijum karbid (SiC).

## Spoljašnje veze
- Karbidi na Енциклопедија Британика